# Georges Sadoul
Georges Sadoul (1904, Nancy, Francia - 1967, París) fue un historiador cinematográfico. Es conocido, principalmente, por la redacción de sus diccionarios sobre el cine y los cineastas, que fueron traducidos a varios idiomas, pero su obra más importante fue su Histoire générale du cinéma. 
Fue profesor de la La Sorbona y del IDHEC.
Hay un premio cinematográfico que lleva su nombre: el Prix Georges-Sadoul.